# Oakland Raiders por año de adición
Este es un listado de jugadores que llegaron a los Oakland Raiders vía Draft de 1960 a 2012.

 
La lista está organizada por:
Año
- Ronda, Jugador, Posición, Universidad.

Nota: Los jugadores que están en el Salón de la Fama aparecen en negritas.

## Draft histórico de los Raiders (1960-2012)

### 2012
- 3. Tony Bergstrom, OL, Utah
- 4. Miles Burris, OLB, San Diego State
- 5a. Jack Crawford, DE, Penn State
- 5b. Juron Criner, WR, Arizona
- 6. Christo Bilukidi, DL, Georgia State
- 7. Nathan Stupar, OLB, Penn State

### 2011
- 2. Stefen Wisniewski, C, Penn State
- 3a. DeMarcus Van Dyke, CB, Miami
- 3b. Joseph Barksdale, T, LSU
- 4a. Chimdi Chekwa, CB, Ohio State
- 4b. Taiwan Jones, RB, Eastern Washington
- 5. Denarius Moore, WR, Tennessee
- 6. Richard Gordon, TE Miami
- 7. David Ausberry, WR, USC

### 2010
- 1. Rolando McClain, LB, Alabama
- 2. Lamarr Houston, DT, Texas
- 3. Jared Veldheer, T, Hillsdale
- 4a. Bruce Campbell, T, Maryland
- 4b. Jacoby Ford, WR, Clemson
- 5. Walter McFadden, CB, Auburn
- 6. Travis Goethel, LB, Arizona State
- 7a. Jeremy Ware, CB, Michigan State
- 7b. Stevie Brown, S, Michigan

### 2009
- 1. Darrius Heyward-Bey, WR, Maryland
- 2. Mike Mitchell, S, Ohio University
- 3. Matt Shaughnessy, DE Wisconsin
- 4a. Louis Murphy, WR, Florida
- 4b. Slade Norris, LB, Oregon State
- 6a. Stryker Sulak, DE, Missouri
- 6b. Brandon Myers, TE, Iowa

### 2008
- 1. Darren McFadden, RB, Arkansas
- 4a. Tyvon Branch, DB, Connecticut
- 4b. Arman Shields, WR, Richmond
- 6. Trevor Scott, DE, Buffalo
- 7. Chaz Schilens, WR, San Diego State

### 2007
- 1. JaMarcus Russell, QB, LSU
- 2. Zach Miller, TE, Arizona State
- 3a. Quentin Moses, DE, Georgia
- 3b. Mario Henderson, OL, Florida State
- 3c. Johnnie Lee Higgins, WR, UTEP
- 4a. Michael Bush, RB, Louisville
- 4b. John Bowie, CB, Cincinnati
- 5a. Jay Richardson, DE, Ohio State
- 5b. Eric Frampton, S, Washington State
- 6. Oren O'Neal, FB, Arkansas State
- 7. Jonathan Holland, WR, Louisiana Tech

### 2006
- 1. Michael Huff, S, Texas
- 2. Thomas Howard, LB, Texas-El Paso
- 3. Paul McQuistan, OL, Weber State
- 4. Darnell Bing, S, USC
- 6. Kevin Boothe, OL, Cornell
- 7a. Chris Morris, C, Michigan State
- 7b. Kevin McMahan, WR, Maine

### 2005
- 1. Fabian Washington, CB, Nebraska
- 2. Stanford Routt, CB, Houston
- 3a. Andrew Walter, QB, Arizona State
- 3b. Kirk Morrison, LB, San Diego State
- 6a. Anttaj Hawthorne, DT, Wisconsin
- 6b. Ryan Riddle, LB, California
- 6c. Pete McMahon, OT, Iowa

### 2004
- 1. Robert Gallery, OT, Iowa
- 2. Jake Grove, C, Virginia Tech
- 3. Stuart Schweigert, S, Purdue
- 4. Carlos Francis, WR, Texas Tech
- 5. Johnnie Morant, WR, Syracuse
- 6a. Shawn Johnson, DE, Delaware
- 6b. Cody Spencer, LB, North Texas
- 7a. Courtney Anderson, TE, San Jose State

### 2003
- 1a. Nnamdi Asomugha, CB, California
- 1b. Tyler Brayton, DE, Colorado
- 2. Teyo Johnson, TE, Stanford
- 3a. Sam Williams, DE, Fresno State
- 3b. Justin Fargas, RB, USC
- 4. Shurron Pierson, LB, South Florida
- 5. Doug Gabriel, WR, Central Florida
- 6. Dustin Rykert, T, BYU
- 7a. Sideeq Shabazz, S, New Mexico State
- 7b. Ryan Hoag, WR Gustavus Adolphus

### 2002
- 1a. Phillip Buchanon, CB, Miami, Fla.
- 1b. Napoleon Harris, LB, Northwestern
- 2a. Langston Walker, OL, California
- 2b. Doug Jolley, TE, BYU
- 5. Kenyon Coleman, DE, UCLA
- 6a. Keyon Nash, DB, Albany State (Ga.)
- 6b. Larry Ned, RB, San Diego State
- 7. Ronald Curry, QB, North Carolina

### 2001
- 1. Derrick Gibson, S, Florida State
- 2. Marques Tuiasosopo, QB Washington
- 3. DeLawrence Grant, DE, Oregon State
- 5. Raymond Perryman, S, Northern Arizona
- 6. Chris Cooper, DE, Nebraska-Omaha
- 7a. Derek Combs, RB, Ohio State
- 7b. Ken-Yon Rambo, WR, Ohio State

### 2000
- 1. Sebastian Janikowski, K, Florida State
- 2. Jerry Porter, WR, West Virginia
- 4. Junior Ioane, DT, Arizona State
- 5. Shane Lechler, P, Texas A&M
- 7a. Mondriel Fulcher, TE, Miami (Fla.)
- 7b. Cliffton Black, DB, S.W. Texas State

### 1999
- 1. Matt Stinchcomb, T, Georgia
- 2. Tony Bryant, DE, Florida State
- 4. Dameane Douglas, WR, California
- 5a. Eric Barton, LB, Maryland
- 5b. Roderick Coleman, LB, East Carolina
- 6. Daren Yancey, DT, BYU
- 7. JoJuan Armour, LB, Miami (Ohio)

### 1998
- 1a. Charles Woodson, CB, Michigan
- 1b. Mo Collins, T, Florida
- 2. Leon Bender, DT, Washington St.
- 3. Jon Ritchie, RB, Stanford
- 4. Gennaro DiNapoli, G, Virginia Tech
- 5a. Jeremy Brigham, TE, Washington
- 5b. Travian Smith, LB, Oklahoma
- 7a. Vince Amey, DE, Arizona State
- 7b. David Sanders, DE, Arkansas

### 1997
- 1. Darrell Russell, DT, USC
- 3a. Adam Treu, G, Nebraska
- 3b. Tim Kohn, G, Iowa State
- 4. Chad Levitt, RB, Cornell
- 6a. Calvin Branch, CB, Colorado St.
- 6b. Grady Jackson, DT, Knoxville

### 1996
- 1. Rickey Dudley, TE, Ohio State
- 2. Lance Johnstone, DE, Temple
- 5. La’Roi Glover, DT, San Diego State
- 6. Tim Hall, RB, Robert Morris
- 7a. Sedric Clark, LB, Tulsa
- 7b. Darius Smith, C, Sam Houston St.
- 7c. Joey Wylie, G, Stephen F. Austin

### 1995
- 1. Napoleon Kaufman, RB, Washington
- 2. Barret Robbins, C, TCU
- 3. Joe Aska, RB, Central State
- 4. Mike Morton, LB, North Carolina
- 5a. Matt Dyson, LB, Michigan
- 5b. Jeff Kysar, T, Arizona State
- 6. Eli Herring, T, Brigham Young

### 1994
- 1. Rob Fredrickson, LB, Michigan St.
- 2. James Folston, DE, NE Louisiana
- 3. Calvin Jones, RB, Nebraska
- 4. Austin Robbins, DT, North Carolina
- 5. Roosevelt Patterson, G, Alabama
- 7. Rob Holmberg, LB, Penn State

### 1993
- 1. Patrick Bates, S, Texas A&M
- 3a. Billy Joe Hobert, QB, Washington
- 3b. James Trapp, CB, Clemson
- 5. Olanda Truitt, WR, Mississippi S.
- 7. Greg Biekert, LB, Colorado
- 8. Greg Robinson, RB, NE Louisiana

### 1992
- 1. Chester McGlockton, DT, Clemson
- 2. Greg Skrepenak, T, Michigan
- 5. Derrick Hoskins, S, So. Mississippi
- 6. Tony Rowell, C, Florida
- 7a. Curtis Cotton, S, Nebraska
- 7b. Kevin Smith, RB, UCLA
- 10. Alberto White, LB, Texas Southern
- 12. Tom Roth, G, Southern Illinois

## 1991
- 1. Todd Marinovich, QB, USC
- 2. Nick Bell, RB, Iowa
- 4. Raghib Ismail, WR, Notre Dame
- 6. Nolan Harrison, DT, Indiana
- 8a. Brian Jones, LB, Texas
- 8b. Todd Woulard, LB, Alabama A&M
- 9. Tahaun Lewis, CB, Nebraska
- 10. Andrew Glover, TE, Grambling
- 12. Dennis Johnson, CB, Winston-Salem

## 1990
- 1. Anthony Smith, DE, Arizona
- 2. Aaron Wallace, LB, Texas A&M
- 4. Torin Dorn, CB, North Carolina
- 6. Marcus Wilson, RB, Virginia
- 7. Garry Lewis, CB, Alcorn State
- 8. A.J. Jimerson, LB, Norfolk State
- 9. Leon Perry, RB, Oklahoma
- 11a. Ron Lewis, WR, Jackson State
- 11b. Myron Jones, RB, Fresno State
- 12a. Major Harris, QB, West Virginia
- 12b. Demetruis Davis, TE, Nevada-Reno

## 1989
- 2. Steve Wisniewski, G, Penn State
- 6a. Jeff Francis, QB, Tennessee
- 6b. Doug Lloyd, RB, North Dakota St.
- 8. Derrick Gainer, RB, Florida A&M
- 9. Gary Gooden, WR, Indiana
- 10. Charles Jackson, DT, Jackson St.

## 1988
- 1a. Tim Brown, WR, Notre Dame
- 1b. Terry McDaniel, CB, Tennessee
- 1c. Scott Davis, DE, Illinois
- 4. Tim Rother, DT, Nebraska
- 5. Dennis Price, CB, UCLA
- 6. Erwin Grabisna, LB, Case W. Reserve
- 7. Derrick Crudup, DB, Oklahoma
- 8. Mike Alexander, WR, Penn State
- 9a. Reggie Ware, RB, Auburn
- 9b. Scott Tabor, P, California
- 10. Newt Harrell, G, West Texas State
- 11. David Weber, QB, Carroll College
- 12. Greg Kunkel, G, Kentucky

## 1987
- 1. John Clay, T, Missouri
- 2. Bruce Wilkerson, T, Tennessee
- 3. Steve Smith, RB, Penn State
- 4. Steve Beuerlein, QB, Notre Dame
- 7. Bo Jackson, RB, Auburn
- 9. Scott Eccles, TE, E. New Mexico
- 10a. Rob Harrison, RB, Sacramento St.
- 10b. John Gesek, G, SacramentoSt.
- 10c. Jim Ellis, LB, Boise State
- 11a. Chris McLemore, RB, Arizona
- 11b. Mario Perry, TE, Mississippi

## 1986
- 1. Bob Buczkowski, DE, Pittsburgh
- 3. Brad Cochran, CB, Michigan
- 4a. Mike Wise, DE, U.C. Davis
- 4b. Vance Mueller, RB, Occidental
- 4c. Napoleon McCallum, RB, Navy
- 6. Doug Marrone, T, Syracuse
- 7. Bill Lewis, C, Nebraska
- 8. Joe Mauntel, LB, Eastern Kentucky
- 9. Zeph Lee, RB, USC
- 10. Jeff Reinke, DE, Mankato State
- 11. Randall Webster, LB, SW Oklahoma St
- 12. Larry Shephard, WR, Houston

## 1985
- 1. Jessie Hester, WR, Florida State
- 3a. Tim Moffett, WR, Mississippi
- 3b. Stefon Adams, DB, East Carolina
- 4. Jamie Kimmel, LB, Syracuse
- 5. Dan Reeder, RB, Delaware
- 6. Rusty Hilger, QB, Oklahoma State
- 7a. Kevin Belcher, T, Wisconsin
- 7b. Mark Pattison, WR, Washington
- 7c. Bret Clark, DB, Nebraska
- 7d. Nick Haden, C, Penn State
- 8. Leonard Wingate, DT, So. Carolina St.
- 9. Chris Sydnor, DB, Penn State
- 10a. Reggie McKenzie, LB, Tennessee
- 10b. Albert Myres, DB, Tulsa
- 11. Steve Strachan, RB, Boston College
- 12. Raymond Polk, DB, Oklahoma St.

## 1984
- 2. Sean Jones, DT, Northwestern
- 3. Joe McCall, RB, Pittsburgh
- 5. Andy Parker, TE, Utah
- 6. Stacey Toran, S, Notre Dame
- 7. Mitch Willis, DE, SMU
- 8. Sam Seale, WR, Western State
- 11. Gardner Williams, CB, St. Mary’s
- 12. Randy Essington, QB, Colorado

## 1983
- 1. Don Mosebar, T, USC
- 2. Bill Pickel, DT, Rutgers
- 3. Tony Caldwell, LB, Washington
- 4. Greg Townsend, DE, TCU
- 5. Dokie Williams, WR, UCLA
- 7. Jeff McCall, RB, Clemson
- 8. Mike Dotterer, RB, Stanford
- 9. Kent Jordan, TE, St. Mary’s
- 10. Mervyn Fernandez, WR, San Jose St.
- 11. Scott Lindquist, QB, No. Arizona

## 1982
- 1. Marcus Allen, RB, USC
- 2a. Jack Squirek, LB, Illinois
- 2b. Jim Romano, C, Pittsburgh
- 3. Vann McElroy, S, Baylor
- 4. Ed Muransky, T, Michigan
- 5. Ed Jackson, LB, Louisiana Tech
- 7. Jeff Jackson, DE, Toledo
- 10. Rich D’Amico, LB, Penn State
- 11. Willie Turner, WR, LSU
- 12. Randy Smith, WR, East Texas State

## 1981
- 1a. Ted Watts, CB, Texas Tech
- 1b. Curt Marsh, T, Washington
- 2. Howie Long, DT, Villanova
- 4. Johnny Robinson, DT, Louisiana Tech
- 5. James Davis, CB, Southern
- 9. Curt Mohl, T, UCLA
- 10. Frank Hawkins, RB, Nevada, Reno
- 11. Chester Willis, RB, Auburn
- 12. Phil Nelson, TE, Delaware

## 1980
- 1. Marc Wilson, QB, BYU
- 2. Matt Millen, LB, Penn State
- 5a. Kenny Lewis, RB, Virginia Tech
- 5b. John Adams, LB, LSU
- 5c. William Bowens, LB, North Carolina
- 7. Malcolm Barnwell, WR, Virginia Union
- 8. Kenny Hill, DB, Yale
- 10. Walter Carter, DT, Florida State
- 11. Mike Massey, LB, Arkansas
- 12. Calvin Muhammad, WR, Tx. Southern

## 1979
- 2. Willie Jones, DE, Florida State
- 6a. Ira Matthews, KR,, Wisconsin
- 6b. Henry Williams, DB, San Diego State
- 7. Jack Matia, T, Drake
- 8. Robert Hawkins, RB, Kentucky
- 9. Jim Rourke, T, Boston College
- 10. Ricky Smith, DB, Tulane
- 11. Bruce Davis, T, UCLA
- 12a. Dirk Abernathy, DB, Bowling Green
- 12b. Reggie Kinlaw, DT, Oklahoma

## 1978
- 2. Dave Browning, DE, Washington
- 3a. Derrick Jensen, RB, Texas-Arlington
- 3b. Lindsey Mason, T, Kansas
- 4a. Maurice Harvey, DB, Ball State
- 4b Joe Stewart, WR, Missouri
- 5. Derrick Ramsey, TE, Kentucky
- 6a. Tom Davis, C, Nebraska
- 6b. Mike Levenseller, WR, Washington St.
- 7a. Arthur Whittington, RB, SMU
- 7b. Earl Inmon, LB, Bethune-Cookman
- 8. Mark Nickols, LB, Colorado State
- 11a. Dean Jones, WR, Fresno State
- 11b. Bob Glazebrook, DB, Fresno State
- 12. Joe Conron, WR, Pacific

## 1977
- 2a. Mike Davis, DB, Colorado
- 2b. Ted McKnight, RB, Minnesota-Duluth
- 4. Mickey Marvin, G, Tennessee
- 5a. Lester Hayes, DB, Texas A&M
- 5b. Jeff Barnes, LB, California
- 7. Rich Martini, WR, Cal-Davis
- 8. Terry Robiskie, RB, LSU
- 12a. Rod Martin, LB, USC
- 12b. Rolf Benirschke, K, Cal-Davis

## 1976
- 2a. Charles Philyaw, DE, Texas Southern
- 2b. Jeb Blount,, QB, Tulsa
- 3. Rik Bonness, LB, Nebraska
- 4. Herb McMath, DE, Morningside
- 5. Fred Steinfort, K, Boston College
- 7. Clarence Chapman, WR, E.Michigan
- 8a. Jerome Dove, DB, Colorado State
- 8b. Terry Kunz, RB, Colorado
- 10. Dwight Lewis, DB, Purdue
- 11. Rick Jennings, RB, Maryland
- 12. Cedric Brown, DB, Kent State
- 13a. Craig Crnick, DE, Idaho
- 13b. Mark Young, G, Washington State
- 14. Calvin Young, RB, Fresno State
- 15. Carl Hargrave, DB, Upper Iowa
- 16. Doug Hogan, DB, USC
- 17a. Buddy Tate, DB, Tulsa
- 17b. Nate Beasley, RB, Delaware

## 1975
- 1. Neal Colzie, DB, Ohio State
- 2. Charles Phillips, DB, USC
- 3. Louis Carter, RB, Maryland
- 5. David Humm, QB, Nebraska
- 7. James Daniels, DB, Texas A&M
- 9. Harry Knight, QB, Richmond
- 10. Steve Sylvester, G, Notre Dame
- 12. Jack Magee, C, Boston College
- 14. Tom Doyle, DB, Yale
- 15. Paul Careathers, RB, Tennessee

## 1974
- 1. Henry Lawrence, T, Florida A&M
- 2. Dave Casper, TE, Notre Dame
- 3. Mark van Eeghen, RB, Colgate
- 4. Morris Bradshaw, WR, Ohio State
- 5. Pete Wessel, DB, Northwestern
- 6. James McAlister, RB, UCLA
- 7. Rod Garcia, K, Stanford
- 9. Kenith Pope, DB, Oklahoma
- 10. Chris Arnold, DB, Virginia State
- 11. Harold Hart, RB, Texas Southern
- 12. Noe Gonzalez, RB, SW Texas St.
- 13. Mike Dennery, LB, So. Mississippi
- 14. Don Willingham, RB, Wisc.-Milwaukee
- 15. Greg Mathis, DB, Idaho State
- 16. Delario Robinson, WR, Kansas
- 17. James Morris, DT, Missouri Valley

## 1973
- 1. Ray Guy, K, Southern Mississippi
- 2. Monte Johnson, LB, Nebraska
- 4a. Perry Smith, DB, Colorado State
- 4b. Joe Wylie, WR, Oklahoma
- 5a. Louis Neal, WR, Prairie View
- 5b. Ron Mikalojczyk, T, Tampa
- 6. Brent Myers, T, Purdue
- 7. Gary Weaver, LB, Fresno State
- 8. Mike Rae, QB, USC
- 9. Steve Sweeney, WR, California
- 10. Leo Allen, WR, Tuskegee
- 11. Jerry List, RB, Nebraska
- 12. James Krapf, LB, Alabama
- 14. Bruce Polen, DB, William Penn
- 15. David Leffers, G, Vanderbilt
- 16. Jerry Gadlin, WR, Wyoming
- 17. Mike Ryan, C, USC

## 1972
- 1. Mike Siani, WR, Villanova
- 2a. Kelvin Korver, DT, NW Iowa
- 2b. John Vella, T, USC
- 3. Mel Lunsford, DE, Central St.
- 4a. Cliff Branch, WR, Colorado
- 4b. Dave Dalby, C, UCLA
- 6. Dan Medlin, DT, North Carolina St.
- 7a. Alonzo Thomas, DB, USC
- 7b. Dennis Pete, DB, San Francisco St.
- 8. Jackie Brown, RB, Stanford
- 9. Dave Bigler, RB, Morningside
- 10. Phil Price, DB, Idaho State
- 11. Joe Carroll, LB, Pittsburgh
- 12. Kent Gaydos, TE, Florida State
- 13. Ted Covington, WR, San Fernando St.
- 14. Dennis Cambal, RB, Wiliam & Mary
- 15a. Charles Hester, RB, Central St.
- 15b. Dave Snesrud, LB, Hamline
- 16. Willie Wright, WR, No.Carolina A&T

## 1971
- 1. Jack Tatum, DB, Ohio State
- 2a. Warren Koegel, C, Penn State
- 2b. Phil Villapiano, LB, Bowling Green
- 4. Clarence Davis, RB, USC
- 5. Bob Moore, TE, Stanford
- 6. Greg Slough, LB, USC
- 7. Don Martin, DB, Yale
- 9. Dave Garnett, RB, Pittsburgh
- 10a. Bill West, DB, Tennessee State
- 10b. Tim Oesterling, DT, UCLA
- 11. James Poston, DT, South Carolina
- 12. Horace Jones, DE, Louisville
- 13. Mick Natzel,, DB, Central Michigan
- 14. Tom Gipson, DT, North Texas State
- 15. Andy Giles, LB, William & Mary
- 16. Tony Stawarz, DB, Miami
- 17. Chuck Hill, WR, Sam Houston St.

## 1970
- 1. Raymond Chester, TE, Morgan St.
- 2. Ted Koy, RB, Texas
- 3. Gerald Irons, LB, Maryland State
- 4. Tony Cline, LB, Miami
- 5. Art Laster, T, Maryland State
- 6. Alvin Wyatt, DB, Bethune-Cookman
- 7. Steve Svitak, LB, Boise State
- 8. Mike Wynn, DE, Nebraska
- 9. Ike Hill,, DB, Catawba
- 10. Gordon Bosserman, T, UCLA
- 11. Emery Hicks, LB, Kansas
- 12. Jerry DeLoach, G, U.C. Davis
- 13. Don Highsmith, RB, Michigan St.
- 14. John Riley, K, Auburn
- 15. Fred Moore, DB, Washington
- 16. Tim Roth, C, South Dakota State
- 17. Eric Stolberg, WR, Indiana

## 1969
- 1. Art Thoms, DL, Syracuse
- 2. George Buehler, OL, Stanford
- 3. Lloyd Edwards, TE, San Diego St.
- 4. Ruby Jackson, DL, New Mexico St.
- 6a. Ken Newfield, RB, LSU
- 6b. Jackie Allen, DB, Baylor
- 7. Finnis Taylor, DB, Prairie View
- 9. Drew Buie, WR, Catawba
- 11. Harold Rice, LB, Tennessee A&I
- 12. Al Goddard, DB, J.C. Smith
- 13. Dave Husted, LB, Wabash
- 14. Harold Busby, WR, UCLA
- 15. Alvin Presnell, RB, Alabama A&M
- 16. Junior Davis, LB, Alabama
- 17. Billy Austin, G, Arkansas AM&N

## 1968
- 1. Eldridge Dickey, QB, Tennessee St.
- 2. Ken Stabler, QB, Alabama
- 3. Art Shell, T, Maryland State
- 4. Charlie Smith, RB, Utah
- 5. John Naponic, T, Virginia
- 7a. John Harper, C, Adams State
- 7b. George Atkinson, DB, Morris Brown
- 9. John Eason, TE, Florida A&M
- 10. Rick Owens, DB, Pennsylvania
- 11a. Marv Hubbard, FB, Colgate
- 11b. Ralph Oliver, LB, San Diego State
- 12. Larry Plantz, WR, Colorado
- 13. Larry Blackstone, RB, Fairmont St.
- 14. Ray Carlson, LB, Hamline
- 15. Mike Leinert, RB, Texas Tech
- 16. David Morrison, DB, SW Texas
- 17. Steve Berry, E, Catawba

## 1967
- 1. Gene Upshaw, G, Texas A&I
- 3. Bill Fairband, LB, Colorado
- 4. James Roy Jackson, E, Oklahoma
- 5a. Gerald Wakefield, HB, Mississippi
- 5b. Mike Hibler, LB, Stanford
- 6. Rick Egloff, QB, Wyoming
- 7. Ron Lewellen, DT, Tennessee-Martin
- 8. Estes Banks, RB, Colorado
- 9. Mark Devilling, LB, Muskingum
- 10. Richard Sligh, T, No. Carolina Central
- 11. Dwayne Benson, LB, Hamline
- 12. Bob Kruse, T, Wayne State
- 13. Len Kleinpeter, E, SW Louisiana
- 14. Casey Boyett, E, BYU
- 15. Ben Woodson, HB, Utah
- 16. Don Bruce, G, Virginia Tech
- 17. Mike Cullin, DE, Slippery Rock

## 1966
- 1. Rodger Bird, DB,, Kentucky
- 2. Butch Allison, T, Missouri
- 3. Tom Mitchell, E, Bucknell
- 4. Richard Tyson, G, Tulsa
- 5. Pete Banaszak, HB, Miami
- 7. Franklin McRae, T, Tennessee St.
- 9. Clifton Kinney, LB, San Diego State
- 10. Tony Jeter, E, Nebraska
- 11. Joe Labruzzo, HB, LSU
- 12. Wayne Foster, T, Washington State
- 13. John Niland, G, Iowa
- 14. Mike Johnson, HB, Kansas
- 15. Steve Renko, FB, Kansas
- 16. Craig Ritchey, DB, Stanford
- 17. Ted Holman, DB, Syracuse
- 18. Art Robinson, E, Florida A&M
- 19. Jack Shinholser, LB, Florida State
- 20. Steve Bowman, FB, Alabama

## 1966 camisas rojas
- 1. Rod Sherman, HB, USC
- 2. Tom Cichowski, T, Maryland
- 3. Ron Parson, E,, Austin Peay
- 4. John Crumbacher, T, Tennessee
- 5. George Patton, T, Georgia
- 6. Dan Archer, T, Oregon
- 7. Bill Thomas, HB, Oklahoma
- 8. Ray Schmautz, LB, San Diego St.
- 9. Mel Tom, LB, San Jose State
- 10. Joe O’Brien, FB, Texas-Arlington
- 11. Mike Brundage, QB, Oregon

## 1965
- 1. Harry Schuh,T Memphis State
- 2. Fred Biletnikoff, WR, Florida State
- 3. Bob Svihus, T, USC
- 4. Gus Otto, LB, Missouri
- 9. Rich Zecher, T, Utah State
- 10. Craig Morton, QB, California
- 11. Bill Minor, LB, Illinois
- 13. Wally Mahle, DB, Syracuse
- 14. Loren Hawley, DB, California
- 15. Bill Cronin, DE, Boston College
- 16. Fred Hill, E, USC
- 17. Gary Porterfield, E, Tulsa
- 18. John Dugan, T, Holy Cross
- 19. Frank McClendon, T, Alabama
- 20. Bo Scott, HB, Ohio State

## 1965 camisas rojas
- 1. Larry Todd, HB, Arizona State
- 2. Jim Harvey,T, Mississippi
- 3. Stave Mass,T, Detroit
- 4. Mickey Cox, T, LSU
- 5. Bob Taylor, G, Cincinnati
- 6. Gregg Kent, T, Utah
- 7. John Carroll, T, Texas
- 8. Henry Pinkett, HB, Baylor
- 9. Frank Pennie, T,, Florida State
- 10. Brent Berry, T, San Jose State
- 11. Tom Longo, DB, Notre Dame
- 12. Dennis Duncan, HB, Lousiana College

## 1964
- 1. Tony Lorick, HB, Arizona State
- 2. Dan Conners, T, Miami
- 3. George Bednar, T, Notre Dame
- 4. Bill Budness, LB, Boston University
- 5. Don Green, DB, Susquehanna
- 7. John Sapinsky, T, William & Mary
- 8. Vince Petno, DB, Citadel
- 9a. John Williamson, G, Louisiana Tech
- 9b. Herschel Turner, T, Kentucky
- 10. Mel Renfro, HB, Oregon
- 11. Larry Rakestraw, QB, Georgia
- 12. Billy Lothridge, QB, Georgia Tech
- 13. Mickey Babb, E, Georgia
- 14. Fred Polser, G, East Texas State
- 15. Mike Geirs, T, USC
- 16. Ron Wilkening, HB, No. Dakota St.
- 17. Fred Lewis, HB, Massachusetts
- 18. Ron Calcagno, QB, Santa Clara
- 19. Tom Michel, FB, East Carolina
- 20. Ed Beard, T, Tennessee
- 21. Carleton Oats, E, Florida A&M
- 22. Jim Long, FB, Fresno State
- 23. Bill Curry, C, Georgia Tech
- 24. Kent Francisco, T, UCLA
- 25. Terry Sieg, HB, Virginia
- 26. Gordon Guest, QB, Arkansas

## 1963
- 6. Butch Wilson, HB,, Alabama
- 7. Dave Costa, T, Utah
- 8. Roger Locke, E, Arizona State
- 9. Jerry Logan, HB, West Texas State
- 10. Ray Schoenke, G, SMU
- 12a. Walt Burdin, LB, McNeese State
- 12b. Doyle Branson, HB, So. Oregon
- 13a. Darnell Haney, E, Utah State
- 13b. Drew Roberts, E, Humboldt State
- 15. Vern Burke, E, Oregon
- 16. Jim Moss, HB, West Virginia
- 17. John Murio, HB, Whitworth
- 18a. Terry Dillon, HB, Montana
- 18b. George Hogan, G, Texas A&M
- 19. Tony Fiorentino, G, UCLA
- 20. Rex Mirich, T, Arizona State
- 21. Neal Petties, HB, San Diego State
- 22. Hugh Campbell, E, Washington St.
- 23. Jon Anabo, QB, Fresno State
- 24. Dick Peters, T, Whittier
- 25. Bill McFarland, FB, Oklahoma St.
- 26. Dennis Claridge, QB, Nebraska
- 27. Dick Skelly, HB, Florida
- 28. Larry Campbell, FB, Utah State
- 29. Dick Anderson, E, Penn State

## 1962
- 1. Roman Gabriel QB, No. Carolina St
- 3. Ed Pine, C, Utah
- 4. John Myers, T, Washington
- 5. Joe Hernandez, HB, Arizona
- 6. Dan Birdwell, C, Houston
- 7. Jim Norris, T, Houston
- 8. Ferrell Yarbrough, E, Northwestern
- 9. Jim Dillard, HB, Oklahoma State
- 10. Henry Rivera, HB, Oregon State
- 12a. Jim Skaggs, G, Washington
- 12b. Oscar Donahue, E, San Jose State
- 13. George Pierovich, FB, California
- 15. Floyd Dean, E, Florida
- 16. Pat Russ, T, Purdue
- 17. Larry Ferguson, HB, Iowa
- 18. Jim Vollenweider, FB, Miami
- 19a. Dennis Spurlock, QB, Whitworth
- 19b. Kent Horne, T, BYU
- 20. John Sutro, G, San Jose State
- 21. Bill Tunnicliff, FB, Michigan
- 22. Jim Cadile, E, San Jose State
- 23. Elvin Basham, G, Kansas
- 24. Mickey Bruce, G, Oregon
- 25. Tom Cagaanan, HB, Utah State
- 26. Fred Miller T, LSU
- 27. Keith Luhnow, FB, Santa Ana J.C.
- 28. Marv Marinovich, T, USC
- 29. Leon Donahue, E, San Jose State
- 30. Pete Nicklas, T, Baylor
- 31. Bob Elliot,, FB, North Carolina
- 32. Eugene White, HB, Florida A&M
- 34. Bill Worrell, T, Georgia

## 1961
- 1.Joe Rutgens, T, Illinois
- 2.George Fleming, HB, Washington
- 3.Myron Pattios, G, Notre Dame
- 4.Elbert Kimbrough, E, Northwestern
- 5.Dick Norman, QB, Stanford
- 6.Bobby Crespino, HB, Mississippi
- 7.Ray Purdin, HB, Northwestern
- 8.Tom Watkins, HB, Iowa State
- 9.Lowndes Shingler, QB, Clemson
- 10.Ken Peterson, T, Utah
- 11.Dave Mayberry, FB, Utah State
- 12.Bob Schmitz, G, Montana State
- 13.Gerald Burch, E, Georgia Tech
- 14.Clark Miller, T, Utah State
- 15.Bob Coolbaugh, E, Richmond
- 16.Chuck Lamson, HB, Wyoming
- 17.Joe Novsek, T, Tulsa
- 18.Joe Krakoski, HB, Illinois
- 19.Charles Fuller, HB, San Francisco St
- 20.Preston Fuller, FB, Grambling
- 21.Mike Jones, QB, San Jose State
- 22.Blayne Jones, G, Idaho State
- 23.Roger Fisher, C, Utah State
- 24.Jack Novak, G, Miami
- 25.Paul Yanke, E, Northwestern
- 26.Dean Hinshaw, T, Stanford
- 27.Clair Appledoom, E, San Jose St.
- 28.Dave Grosz, QB, Oregon
- 29.Ed Morris, T, Indiana
- 30.Bill Face, HB, Stanford

## 1960
Primeras Selecciones
- 1.Jim Andreotti, C, Northwestern
- 2.Maxie Baughan, C, Georgia Tech
- 3.George Blanch, HB, Texas
- 4.Cloyd Boyette, T-G, Texas
- 5.Willie Boykin, T, Michigan
- 6.Carmen Cavalli, E, Richmond
- 7.Jim Chastain, T-G, Michigan State
- 8.Fran Curci, QB, Miami
- 9.Carroll Dale, E, Virginia Tech
- 10.Purcell Daniels, FB, Pepperdine
- 11.Don Deskin, T, Michigan
- 12.Leon Dumbrowski, T-G, Delaware
- 13.Ken Fitch, T, Kansas
- 14.Dale Hackbart, QB, Wisconsin
- 15.Abner Haynes, HB, No. Texas St.
- 16.Vin Hogan, HB, Boston College
- 17.Bob Jarus, HB, Purdue
- 18.Earl Kohlhaas, G, Penn State
- 19.Bobby Lackey, QB, Texas
- 20.Neil MacLean, FB, Wake Forest
- 21.Larry Muff, E, Benedictine
- 22.Don Norton, E, Iowa
- 23.Jim O’Brien, T, Boston College
- 24.Jim Otto, C, Miami
- 25.Chuck Pollard, E, Rice
- 26.Billy Roland, G, Georgia
- 27.Ray Smith, FB, UCLA
- 28.Wade Smith, HB, North Carolina
- 29.Jerry Stalcup, G, Wisconsin
- 30.John Wilcox, T, Oregon
- 31.Al Witcher, E, Baylor
- 32.Silas Woods, HB, Marquette
- 33.Mike Wright, T, Minnesota

Segundas Selecciones
- 1.C.J. Alexander, HB, Southeastern
- 2.Pervis Atkins, HB, New Mexico St.
- 3.Al Bansavage, T-G, USC
- 4.Walter Beach, HB, Central Michigan
- 5.Johnny Brewer, E, Mississippi
- 6.Don Edington, E, Florida
- 7.Howard Evans, C, Houston
- 8.Fred Hageman, C, Kansas
- 9.Bill Herron, E, Georgia
- 10.Bob Hogue, T-G, Shepherd
- 11.Gerald Lambert, T-G, Texas A&I
- 12.Sam McCord, QB, East Texas St.
- 13.Rich Mostardo, HB, Kent State
- 14.Bob Parker, T-G, East Texas State
- 15.Tony Polychronis, T-G, Utah
- 16.Dan Sheehan, T-G, Tenn.-Chattanooga
- 17.Howard Turley, E, Louisville
- 18.Jim Williams, T-G, North Carolina
- 19.Jim Woodward, T-G, Lamar

- Datos: Q6047857